# Улица Колосковых
Улица Колосковых (укр. Вулиця Колоскових) — улица в Новозаводском районе города Чернигова. Пролегает от улицы Николая Василенко до тупика, исторически сложившаяся местность (район) Холодные Яры.
Примыкает улица Северянская.

## История
Улица Дудукало была проложена в начале 20 века и застроена индивидуальными домами.
В 1927 году улица Дудукало переименована на улица Будённого — в честь маршала Советского Союза, трижды Героя Советского Союза Семёна Михайловича Будённого. 
12 февраля 2016 года улица получила современное название — в честь советских учёных, уроженцев Чернигова Александа Ивановича Колоскова и его сына Юрия Александровича Колоскова, согласно Распоряжению городского главы В. А. Атрошенко Черниговского городского совета № 46-р «Про переименование улиц и переулков города» («Про перейменування вулиць та провулків міста»)

## Застройка
Улица проложена в северном направлении. Парная и непарная стороны улицы заняты усадебной застройкой. Есть проезд к улице Ватутина.
Учреждения: нет